# 瓜亞斯河

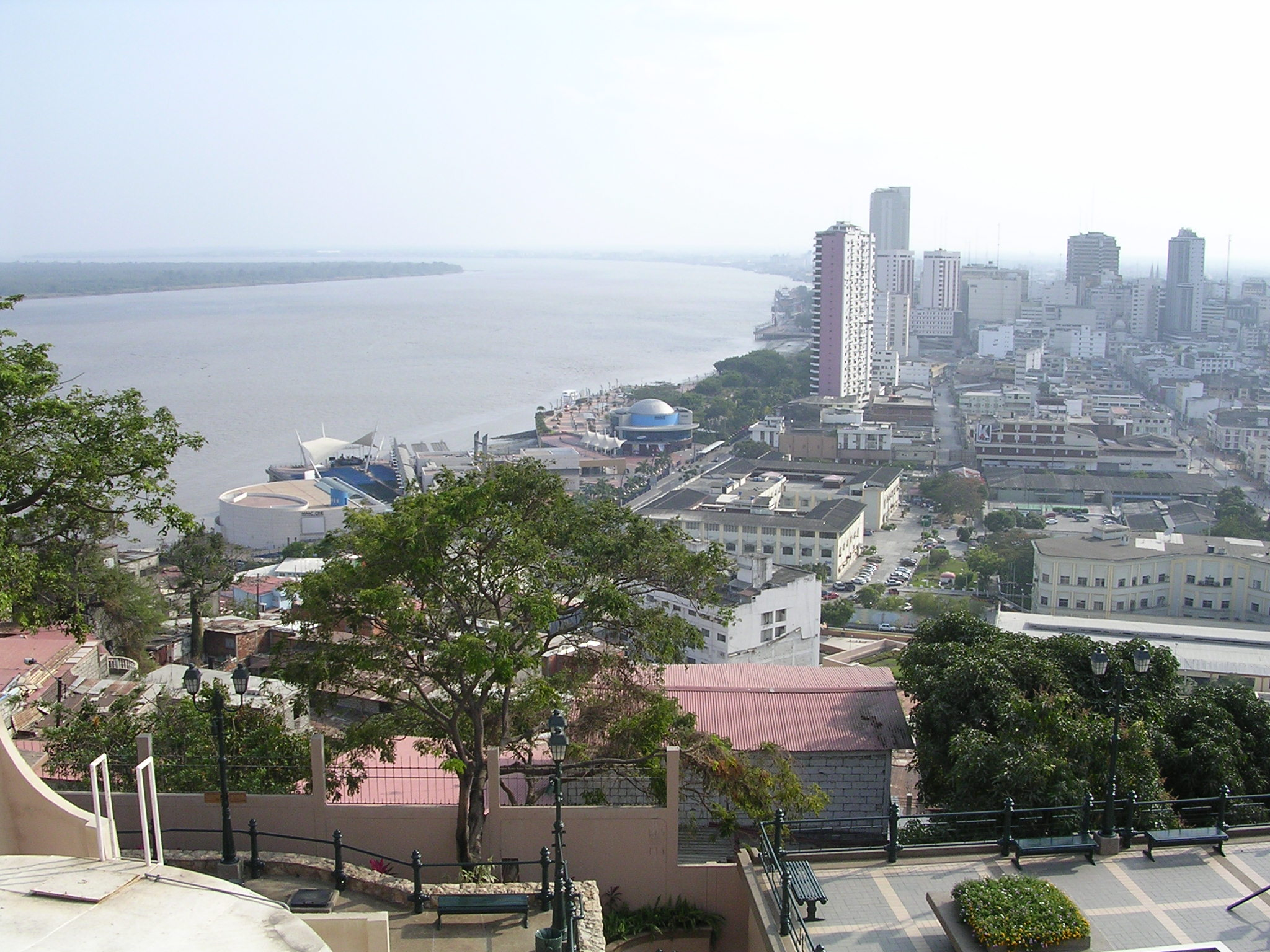
瓜亞斯河（左上）

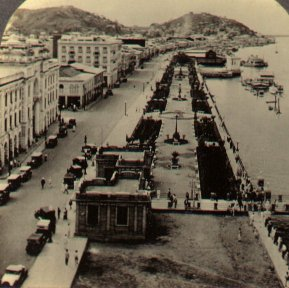
瓜亞斯河（右，約1920年）

瓜亞斯河（西班牙語：Río Guayas）是厄瓜多爾的一条河流，位於該國西部沿海低地，河道全長389公里，集水區面積36,000平方公里，發源自欽博拉索山山腳，其上源为道莱河及巴巴奥约河，两条河流在下游的瓜亞基爾附近交汇，并最终注入太平洋岸的瓜亚基尔湾。